# Cratere Byala
Byala  è un cratere sulla superficie di Marte.